# Dobrin
Dobrin je priimek v Sloveniji, ki ga je po podatkih Statističnega urada Republike Slovenije na dan 1. januarja 2010 uporabljalo 92 oseb in je med vsemi priimki po pogostosti uporabe uvrščen na 4.703. mesto.

## Znani slovenski nosilci priimka
- Bor Dobrin, arhitekt, fotograf
- Ema Dobrin, judoistka
- Helga Dobrin, pravnica, tožilka, državna sekretarka na MNZ
- Jože Dobrin (*1931), arhitekt, industrijski oblikovalec
- Miha Dobrin, arhitekt
- Tanja Dobrin (r. Pirc), pravnica, mag.
- Vinko Dobrin (pr.i. Ivan Fajdiga; ps. Marko Zorin), publicist in pisatelj

## Znani tuji nosilci priimka
- Neta Dobrin (*1975), izraelska političarka
- Nicolae Dobrin (1947—2007), romunski nogometaš
- Nicoleta Alina Dobrin (*1976), romunska rokometašica